# Wollaston Lake
Der Wollaston Lake (deutsch Wollastonsee) ist ein See in der kanadischen Provinz Saskatchewan.

## Lage
Der Wollaston Lake befindet sich im Nordosten von Saskatchewan. Er ist glazialem Ursprungs. Der See bedeckt eine Oberfläche von 2286 km² (einschließlich der Inseln sogar 2681 km²) und ist der größte See der Welt, der auf natürliche Weise in zwei unterschiedliche Richtungen entwässert. Der Fond du Lac River verlässt den See in nordwestlicher Richtung und mündet in den Athabascasee. Dieser wiederum entwässert über das Flusssystem des Mackenzie River in den Arktischen Ozean. Der Cochrane River entfließt dem See an der nordöstlichen Seite und mündet in den Reindeer Lake. Von dort aus fließt das Wasser über den Churchill River in die Hudson Bay. Der See befindet sich somit genau auf der Wasserscheide zwischen dem Atlantischen Ozean und dem Arktischen Ozean.
Der See hat eine durchschnittliche Tiefe von 20,6 m und eine maximale Wassertiefe von 71 m. Sein Inhalt wird auf 75 km³ geschätzt. Der Wasserspiegel liegt in einer Meereshöhe von 398 m und seine Uferlänge beträgt 1475 km. Der Einzugsbereich des Sees ist 23.310 km² groß. Der See ist zwischen November und Juni zugefroren.
Die einzige Siedlung an seinem Ufer nennt sich ebenso wie der See Wollaston Lake. Ungefähr 800 Bewohner leben hier. Mit der Außenwelt ist der Ort durch eine Landebahn verbunden (Wollaston Lake Airport). Eine ganzjährig befahrbare Straße, der Saskatchewan Highway 905 führt am Westufer des Sees vorbei nach La Ronge. Die Verbindung zu dem am östlichen Ufer liegenden Ort erfolgt im Winter, wenn der See zugefroren ist, über das Eis und im Sommer durch eine Fähre.
Der Wollaston Lake wurde ungefähr im Jahre 1800 durch den Erforscher Peter Fidler nach 1807 entdeckt und wurde von Fellhändlern zur Verbindung zwischen den Wasserläufen des Churchill und des Mackenzie verwendet, die sich dadurch eine mühsame Portage ersparten. Im Jahre 1821 benannte der Erforscher John Franklin den See nach dem englischen Chemiker und Physiker William Hyde Wollaston.
Zu den im See lebenden Fischarten gehören der Hecht sowie Wandersaibling, Arktische Äsche und Glasaugenbarsch.
Behandeltes Sickerwasser von der Uranmine Rabbit Lake wird in die Hidden Bay am südwestlichen Ufer des Sees eingeleitet.

## Notizen
1. ↑  Schulatlas Alexander. 1. Auflage. Klett-Perthes Verlag GmbH, Gotha 2002, ISBN 3-623-49610-3, S. 118.
2. ↑  vgl. Manuel Reimann: Kanada und die Hudson’s Bay Company: Die Reise von Peter Fidler 1807. Diplomica, Hamburg 2015, insbes. S. 2, S. 50